# Sociedade do Divino Salvador

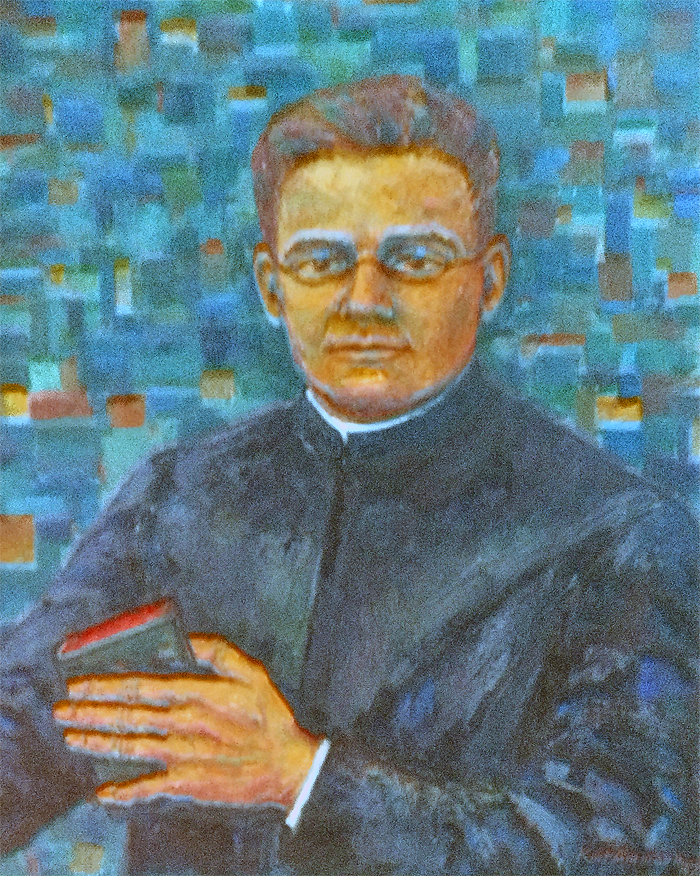
Beato Francisco Maria da Cruz Jordan

A Sociedade do Divino Salvador, SDS, é um instituto religioso apostólico, de direito pontifício, fundado em Roma no dia 8 de dezembro de 1881, pelo Beato Francisco Maria da Cruz Jordan.

## História
Padre João Batista Jordan desejava fundar uma associação apostólica de sacerdotes diocesanos, dividindo os membros em três graus de participação: ao primeiro grau deveriam pertencer sacerdotes e leigos, decididos a viver em comunidade; ao segundo grau, os leigos que se dedicavam ao apostolado mediante os estudos e a palavra escrita, sem a vida comunitária; ao terceiro grau, porém, os sacerdotes e leigos que, permanecendo em seus postos de vida e trabalho, ajudavam a Sociedade com a oração, a penitência e a divulgação da imprensa católica.
Com esta estrutura interna a obra do Padre Jordan funcionou de 1881, como Sociedade Apostólica Instrutiva, e de 1882, como Sociedade Católica Instrutiva.
Após um pouco de tempo, levando em consideração as solicitações da Igreja, o Fundador entendeu que a sua obra deveria transformar-se numa congregação religiosa de estilo formal. Isto aconteceu no dia 11 de março de 1883, domingo da Paixão de Cristo, quando o Padre Jordan, na Basílica de São Pedro, em Roma, fez sua profissão religiosa e, tendo vestido o hábito religioso, tomou o nome de Francisco Maria da Cruz.
Mudando o caráter do instituto, o Fundador mudou também o hábito. Durante o primeiro ano os membros do instituto tinham o hábito cinza, com o cordão branco (cíngulo); a partir de 1884 começaram a usar o hábito preto.
A Congregação crescia velozmente. Em 1884 contava com 17 membros; um ano depois, com 32 membros e, em 1889, contava com 152 membros: sacerdotes, irmãos, seminaristas, noviços e candidatos. Desde o início, ela possuía caráter internacional.
O Fundador desejava ardentemente que todas as pessoas conhecessem e amassem Jesus Cristo, o Salvador do mundo. Em seu “Diário” escreveu: “Até que exista no mundo uma só pessoa que não conhece e não ama Jesus Cristo, Salvador do mundo, não posso repousar” (Diário Espiritual). Este desejo pôde tornar-se realidade graças ao crescimento veloz do número dos membros da Sociedade. Apenas nove anos após a fundação da Sociedade, Padre Jordan assumiu o compromisso de abrir uma Missão, em Assam, na Índia.
Em 1893, o nome do instituto mudou de Sociedade Católica Instrutiva em Sociedade do Divino Salvador. Este novo nome exprimia bem o espírito e os objetivos do instituto, de acordo com as palavras de Cristo, Salvador do mundo “a vida eterna é esta: que eles te conheçam a ti, o Deus único e verdadeiro, e a quem enviaste, Jesus Cristo” (Jo 17, 3) que inspiraram o Fundador a fundar uma nova congregação religiosa na Igreja.

## Salvatorianos no Brasil
No ano de 1896, atendendo ao pedido de Dom Francisco do Rego Maia, bispo de Niterói e Campos - RJ, o Bem-aventurado Francisco Jordan envia três salvatorianos para iniciar a missão salvatoriana no Brasil. Atualmente a Província Salvatoriana Brasileira corresponde aos seguintes estados: Maranhão, Ceará, Rio de Janeiro, São Paulo, Paraná e Santa Catarina. 